# Alfred Schmidt (Künstler)
Alfred Schmidt (* 4. April 1930 im Bergischen Land; † 20. Dezember 1997) war deutscher Kunstmaler, Zeichner, Werbedesigner und Autor.
Er machte sich zunächst als Werbedesigner international einen Namen. Mitte der 1970er Jahre wandte er sich der Malerei zu. Es entstand eine Serie von Islandbildern. Gleichzeitig siedelte er von Düsseldorf ins Ruhrgebiet. Hier zeichnete er bis zu seinem Tod am 20. Dezember 1997 unter Tage. Es entstanden zeichnerische Dokumentationen der Welt unter unseren Füßen, wie auch Porträts arbeitender Bergleute.

## Leben

### Ausbildung
Alfred Schmidt studierte in Wuppertal bei Professor Ernst Oberhoff und Professor Krause Design, Malerei und Architektur. Wuppertal war zu dieser Zeit der Kunstakademie Düsseldorf angeschlossen. Alfred Schmidt war Studienkollege von Wolf Vostell und Joseph Beuys.

### Die Zeit als Werbedesigner
Bis Mitte der 70er Jahre beschäftigte sich Schmidt überwiegend mit Design. Er wurde Art-Direktor der von 1953 bis 1975 von Hubert Troost (* 1910) geführten Düsseldorfer Werbeagentur Troost und leitete die Entwurfsabteilung form. Viele interessante Entwürfe entstanden in dieser Zeit. So entwickelte Alfred Schmidt 1965 für die Firma Bayer-Leverkusen einen Flugwagen, der sowohl am Straßenverkehr, als auch am Luftverkehr teilnehmen sollte. 1969 entwarf er die Essigflasche für Hengstenberg, die fast jeder schon einmal in seinen Händen hielt, um nur zwei der zahlreichen von Alfred Schmidt entworfenen Produkte zu nennen. 1969 entwickelte er einen Stapelballon, der mit dem World Star 1970 für hervorragendes Design prämiert wurde und sich heute in der Sammlung Design des 20. Jahrhunderts im Museum of Modern Art in New York befindet. Als Folge davon erhielt Alfred Schmidt eine Gastprofessur für den Bereich Design an der Universität von Buenos Aires.

### Zeichnungen unter Tage

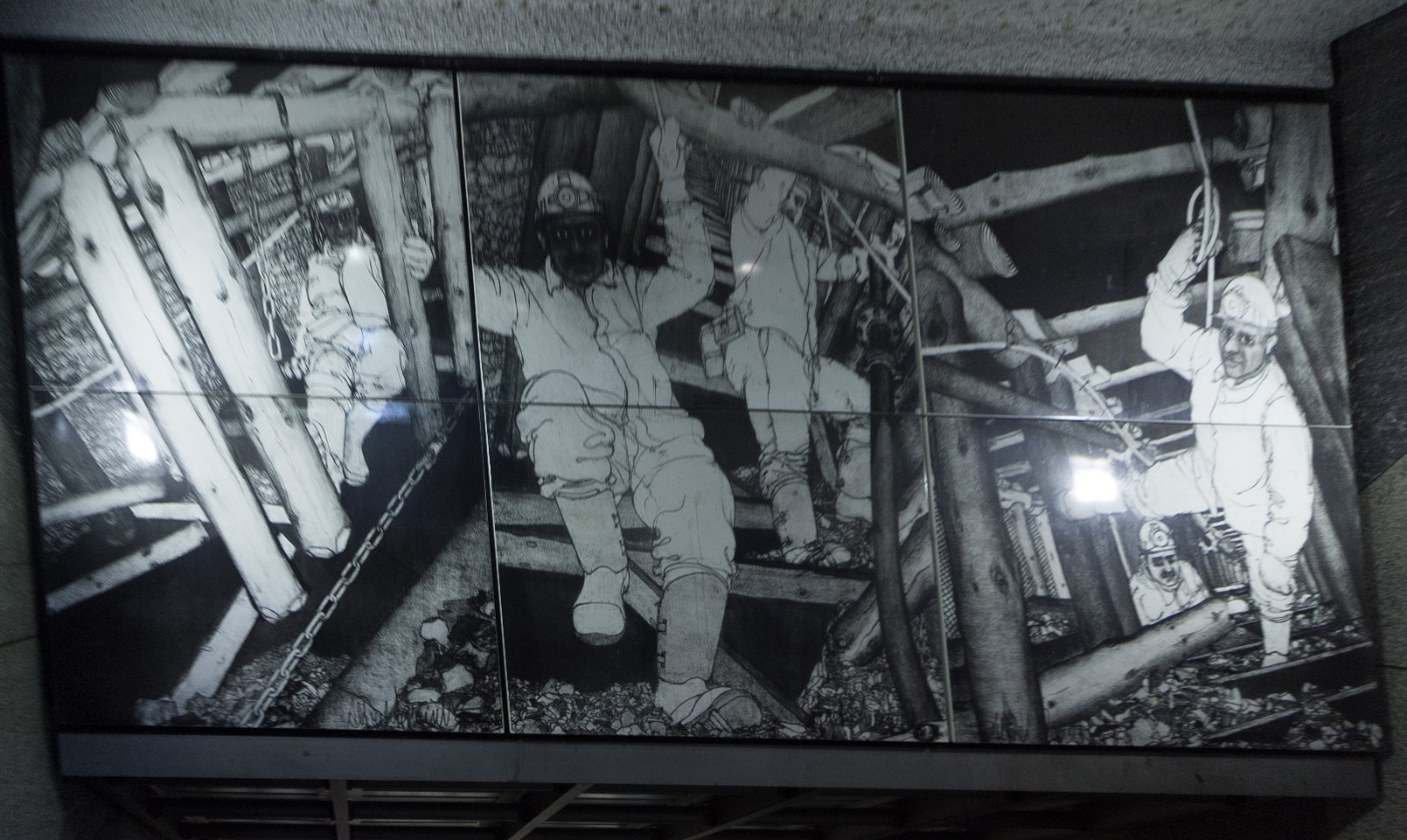
Zeichnung im Eingangsbereich zum U-Bahnhof Bergwerk Consolidation

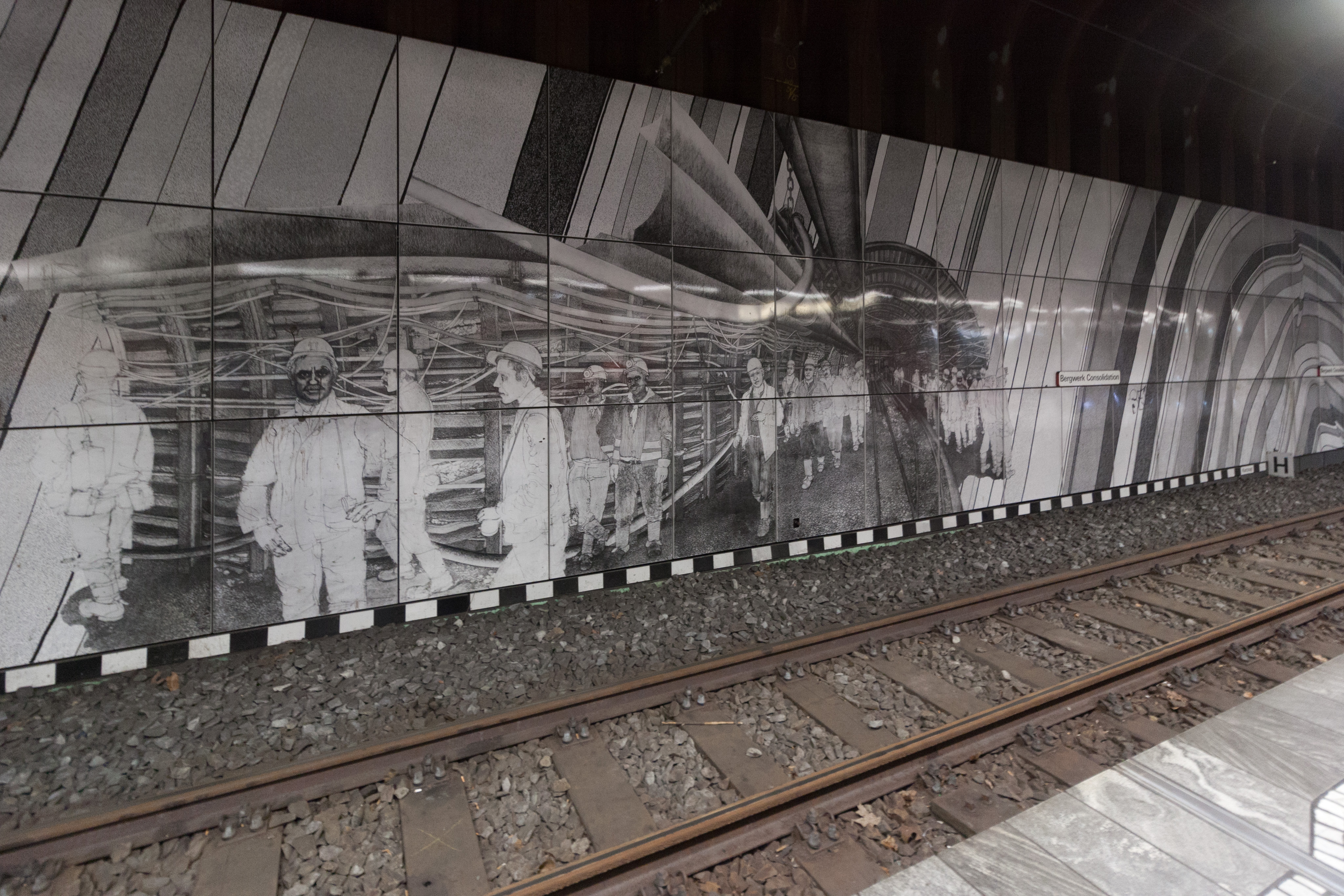
Zeichnung auf der Bahnsteigebene des U-Bahnhofs

Schon seit 1972 beschäftigte sich Alfred Schmidt mit der Idee, auf den Bergwerken des Ruhrgebiets „unter Tage“ zu malen und zu zeichnen. Aber erst 1975 konnte er dieses Vorhaben in die Tat umsetzen. In diesem Jahr siedelte er, gemeinsam mit seiner Frau, der Künstlerin Monika Schmidt-Brockmann, ins Ruhrgebiet um. In der Folgezeit entstanden die ersten Zeichnungen aus der Welt der Bergleute. Was für nur kurze Zeit geplant war, entwickelte sich zur Lebensaufgabe. Fast 25 Jahre lang stand der Bergbau im Mittelpunkt des Lebens und Schaffens von Alfred Schmidt. In mehr als 400 Zeichnungen erschloss er unter schwierigsten Bedingungen zeichnerisch die Welt unter unseren Füßen und trug sie in über 30 Aktionen hin zu den Menschen. Auf regionaler, überregionaler, ja sogar internationaler Ebene vermittelte er damit detaillierte Eindrücke von der Raumfahrt ins Innere der Erde. Denn damit ist der Bergbau tatsächlich zu vergleichen. Nicht nur das technische Niveau dieses Prozesses, auch die täglichen Herausforderungen an die Bergleute, unerkundete Bereiche zu entdecken und zu erschließen, ließen Alfred Schmidt diesen Begriff sehr früh prägen. Er entwickelte einen eigenen Ehrgeiz, wie ihn nur wenige Künstler besitzen, das Gesehene und das Erlebte so realistisch wie möglich darzustellen. Seine Bilder und Zeichnungen wurden somit zu einem letzten und einzigartigen umfassenden Zeugnis eines der wichtigsten Faktoren der neueren deutschen Geschichte, der Industrialisierung im Bergbau und der Erschließung des „schwarzen Goldes“.
Schmidt hat sich mit der Ausgestaltung des U-Bahnhofs Bergwerk Consolidation ein künstlerisches Denkmal geschaffen. Mit der Gestaltung des U-Bahnhofs wollte er den Bergbau erlebbar machen. Zwar ließen die finanziellen Mittel der Stadt Gelsenkirchen eine Realisierung des Konzepts zunächst nicht zu. Allerdings konnte der Künstler einerseits Sponsoren für die Umsetzung gewinnen, andererseits arbeitete er auch selbst an der Verwirklichung mit.

### Auf der Bremer Vulkan-Werft
Die Schließung der Bremer Vulkan-Werft war ein weiteres Thema, das Alfred Schmidts Interesse weckte. Im Sommer 1997 zeichnete er hier den Bau des letzten Schiffes. Begleitet wurde er dabei von einem Team des WDR-Fernsehens, das über dieses aktuelle Projekt des sozial-engagierten Künstlers die Dokumentation Das letzte Schiff – Der Zeichner Alfred Schmidt auf der Bremer Vulkan Werft drehte (WDR-TV, Sendung: 16. Dezember 1997).
Es sollte das letzte Projekt des Malers sein, denn Alfred Schmidt verstarb am 20. Dezember 1997.

## Das künstlerische Erbe
Nach dem Tode Alfred Schmidts wurde das Wohnhaus der Familie Schmidt in Gelsenkirchen-Hassel in Alfred-Schmidt-Haus umbenannt. Seither sind hier, nach telefonischer Terminabsprache, einige Werke des Untertage-Zeichners zu sehen. Darüber hinaus engagieren sich seine Witwe, die Kunstmalerin Monika Schmidt-Brockmann, und seine Tochter, die Autorin Kira Schmidt, weiterhin für die Kultur im Ruhrgebiet und sind auch selbst freischaffend tätig.

## Auszeichnungen
- 1981 erhielt Schmidt die neu gestiftete Auszeichnung Bürger des Ruhrgebiets.